# Dysaphis gallica
Dysaphis gallica är en insektsart. Dysaphis gallica ingår i släktet Dysaphis och familjen långrörsbladlöss. Inga underarter finns listade i Catalogue of Life.